# Blindtarm

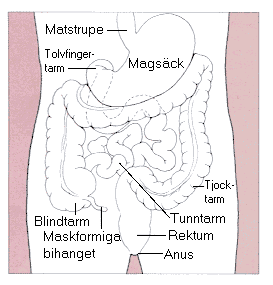
Människans tarmsystem med blindtarmen nere till vänster i bild – matstrupe, magsäck, tolvfingertarm, tunntarm, blindtarm, maskformiga bihanget, tjocktarm, rektum och anus.

Blindtarmen markerad i rosa.

Blindtarmen, caecum eller cecum (latin för "blind"), är en blint avslutande utbuktning av tarmen. Den ser ut på olika sätt hos olika djurarter. Hos människan återfinns den vanligen i den nedre, högra delen av buken, och avslutas av blindtarmsbihanget (appendix vermiformis). Inflammation i bihanget kallas appendicit och i dagligt tal ofta "blindtarmsinflammation".

## Blindtarm och bihang
Människans blindtarm är den första, cirka 10 cm långa delen av tjocktarmen (intestinum crassum). Efter blindtarmen fortsätter tarmsystemet i tjocktarmen (colon). Den mänskliga blindtarmen slutar blint nedåt, med ett mindre utskott som kallas blindtarmsbihanget eller blindtarmens maskformiga bihang (appendix vermiformis, 'maskformigt bihang').
Blindtarmsbihanget är cirka 1 cm brett och 10 cm långt, men längden kan variera mellan 5 och 15 cm. Hos människan är inte bihangets funktion tydligt klarlagd, men aktuella hypoteser säger att det fungerar som en reservoar för bakterier som kan komma till användning när den övriga tarmens bakterieflora skadas.
I bihanget hos primater, gnagare och hardjur finns lymfvävnad, där bland annat B-lymfocyter utvecklas och producerar antikroppar. B-lymfocyter utvecklas hos människan däremot huvudsakligen i andra delar av kroppen, vilket innebär att bihanget inte har någon avgörande betydelse för det lymfatiska systemet.[källa behövs]
Hos fåglar finns oftast två små blindtarmar på tjocktarmen, medan kräldjur har en blindtarm. De flesta benfiskar har en mängd korta blindtarmar (pylorusbihang) som sitter i en krans mellan magsäcken och tarmen.

## Inflammation
Inflammation i det maskformiga bihanget, appendicit – som ofta oegentligt kallas för "blindtarmsinflammation", drabbar cirka 7–8 procent av den svenska befolkningen.
I de flesta fall av appendicit opereras bihanget bort. Ofta ges preoperativ antibiotikabehandling.